# Tymoteusz (biskup koptyjski)
Tymoteusz (ur. 25 grudnia 1960) – duchowny Koptyjskiego Kościoła Ortodoksyjnego, od 2009 biskup Az-Zakazik.

## Życiorys
15 maja 1995 złożył śluby zakonne w monasterze Panny Marii. Święcenia kapłańskie przyjął 25 maja 1999. Sakrę biskupią otrzymał 30 maja 1999. 7 czerwca 2009 został mianowany biskupem Az-Zakazik.